# Chrysomalla hesperis
Chrysomalla hesperis är en stekelart som beskrevs av Darling 1986. Chrysomalla hesperis ingår i släktet Chrysomalla och familjen gropglanssteklar. Inga underarter finns listade i Catalogue of Life.